# الیاس جلاصی
الیاس جلاصی (انگلیسی: Elyes Jelassi؛ زادهٔ ۷ فوریهٔ ۱۹۹۴) بازیکن فوتبال اهل تونس است.
از باشگاه‌هایی که در آن بازی کرده‌است می‌توان به باشگاه فوتبال الملعب تونس و باشگاه فوتبال اسپرانس تونس اشاره کرد.
وی همچنین در تیم ملی فوتبال تونس بازی کرده‌است.